# Junction City (Washington)
Junction City az Amerikai Egyesült Államok északnyugati részén, Washington állam Grays Harbor megyéjében elhelyezkedő statisztikai település. A 2010. évi népszámlálási adatok alapján 18 lakosa van.
Junction City postahivatala 1909 és 1957 között működött.

## Népesség
A település népességének változása:

| 2000 | 80 |
| 2010 | 18 |